# Bruderkogel
Bruderkogel (2299 m n. m.) je hora v Rottenmannských Taurách na území rakouské spolkové země Štýrsko. Nachází se v bočním hřebeni, který vybíhá z hory Zinkenkogel (2233 m) směrem na jihovýchod. Na severozápadě sousedí s vrcholem Schüttnerkogel (2170 m) a na jihovýchodě s vrcholem Korbachkogel (cca 2235 m). Z Bruderkogelu vybíhají dvě krátké boční rozsochy - na severovýchod Salzlecken a na sever Schafgupf (2000 m). Severozápadní svahy hory klesají do doliny Lackneralm, jihozápadní do doliny Pfarreralmkar a východní do údolí Reslergraben.

## Přístup
- po značené turistické cestě č. 947 od osady Sankt Johann am Tauern
- po značené turistické cestě č. 947 od osady Hohentauern
- po neznačené hřebenové cestě od vrcholu Schüttnerkogel

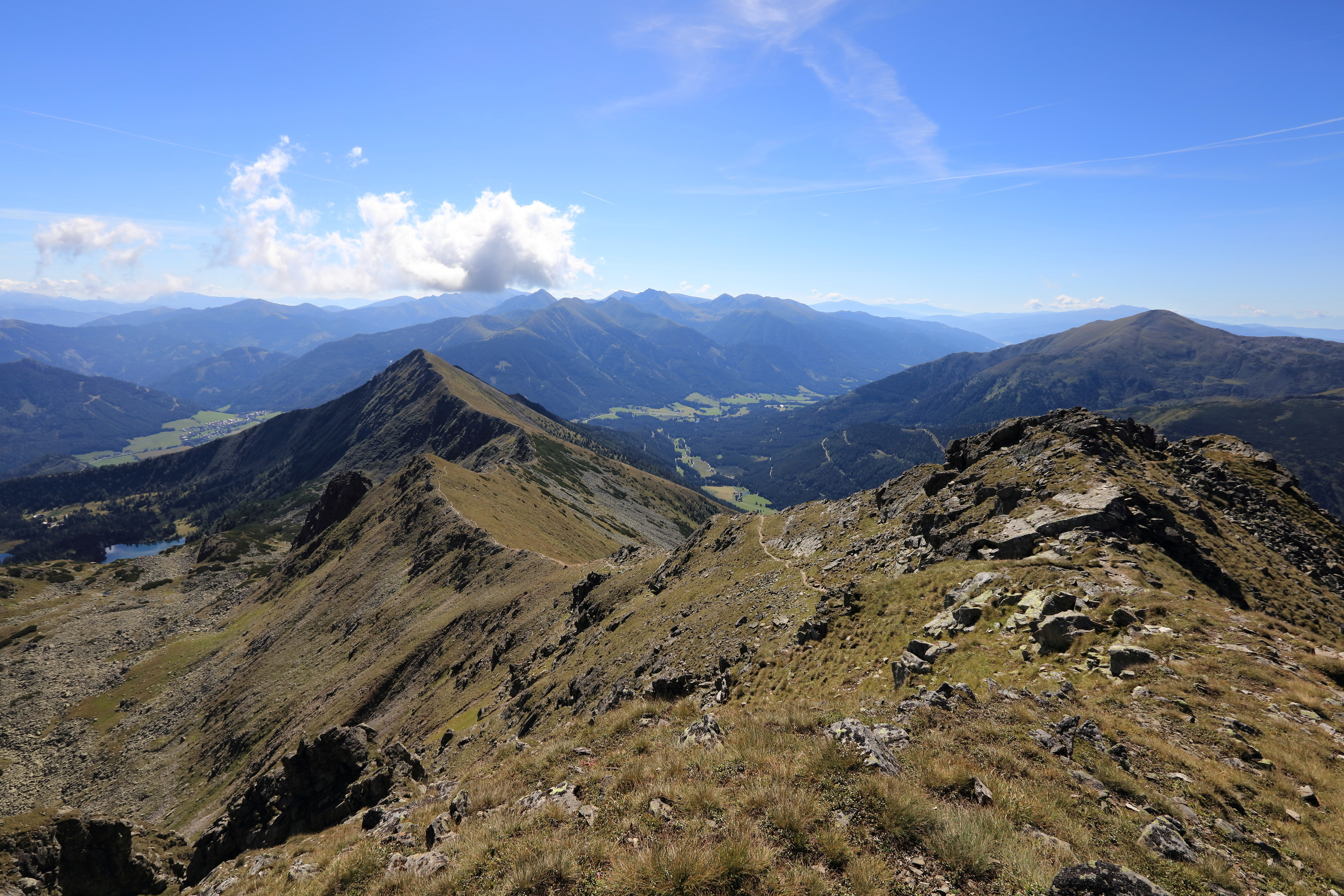
Bruderkogel zcela vpravo